# Космос-1973
Космос-1973 је један од преко 2400 совјетских вјештачких сателита лансираних у оквиру програма Космос.
Космос-1973 је лансиран са космодрома Плесецк, СССР, 22. септембра 1988. Ракета-носач Сојуз је поставила сателит у орбиту око планете Земље. Маса сателита при лансирању је износила 6300 килограма. Космос-1973 је био војни сателит за фотографску картографију.